# Chaughada
Chaughada (en népalais : चौघडा) est un comité de développement villageois du Népal situé dans le district de Nuwakot. Au recensement de 2011, il comptait 5 480 habitants.